# Theodor Wolfgang Hänsch
Theodor Wolfgang Hänsch (n. 30 octombrie 1941, Heidelberg, Germania Nazistă) este un fizician german, laureat al Premiului Nobel pentru Fizică în 2005, împreună cu John Lewis Hall, pentru contribuțiile aduse la dezvoltarea spectroscopiei de mare precizie, pe bază de laser, inclusiv pentru tehnica pieptenele optic. Hall și Hänsch au împărțit jumătate din premiu, cealaltă fiind acordată lui Roy Jay Glauber.
Din octombrie 2012 este membru de onoare al Academiei Române.